# 蒋振邦
蒋 振邦（しょう しんほう、ジャン・ジェンバン、英語: Jiang Zhen Bang、2001年5月28日 - ）は、中華人民共和国の男子バドミントン選手。2023年、BWFによって年間MIPに選ばれた。

## 経歴
2019年、世界ジュニア選手権とアジアジュニア選手権にて、李怡婧とペアを組み混合ダブルスで銅メダルを獲得した。
プロとなってからは、1歳歳上の魏雅欣とペアを組み、2022年後半から国際大会に出場し始める。

### 2023年
1月のインドネシア・マスターズで準優勝。
3月のスイスオープンでは優勝し、BWFワールドツアースーパー300以上の初タイトル獲得となる。
4月のアジア選手権では、決勝で世界ランク1位の鄭思維 / 黄雅瓊ペアをストレートで破り、21歳にしてビッグタイトルを獲得した。
7月の韓国オープンでは、準々決勝で世界ランク1位の鄭思維 / 黄雅瓊を再び下し、準決勝では世界ランク2位の渡辺勇大 / 東野有紗を破って決勝に進出。しかし同胞の馮彥哲 / 黄東萍に敗れ準優勝となった。
8月の世界選手権では、準決勝で鄭思維 / 黄雅瓊にリベンジを果たされ決勝進出はならなかったが、初出場の世界選手権で銅メダルを獲得する結果となった。

### 2024年
6月のインドネシア・オープンでは、世界1位と2位の鄭思維 / 黄雅瓊や、馮彥哲 / 黄東萍を破って優勝。初のBWFスーパー1000タイトル獲得となった。
翌週のオーストラリア・オープンで優勝。
8月のジャパン・オープンでは、全ての試合をストレートで勝利して優勝した。インドネシア・オープンから、出場した3大会連続の優勝となった。

### 2025年
3月18日付のBWF世界ランキングでキャリアハイの1位を達成。

## 成績

### 世界選手権
| 年   | 開催地         | パートナー | 対戦相手      | スコア       | 結果 |
| ---- | -------------- | ---------- | ------------- | ------------ | ---- |
| 2023 | コペンハーゲン | 魏雅欣     | 鄭思維 黄雅瓊 | 18-21, 16-21 | ３位 |

### アジア選手権
| 年   | 開催地 | パートナー | 対戦相手      | スコア       | 結果 |
| ---- | ------ | ---------- | ------------- | ------------ | ---- |
| 2023 | ドバイ | 魏雅欣     | 鄭思維 黄雅瓊 | 21-15, 21-16 | 優勝 |

### BWFワールドツアー
| 年   | 大会                     | レベル      | パートナー | 対戦相手                                  | スコア              | 結果   |
| ---- | ------------------------ | ----------- | ---------- | ----------------------------------------- | ------------------- | ------ |
| 2023 | 韓国オープン             | スーパー500 | 魏雅欣     | 馮彥哲 黄東萍                             | 16-21, 13-21        | 準優勝 |
| 2023 | スイス・オープン         | スーパー300 | 魏雅欣     | ゴー・スンファント ライ・シェボンジェミー | 21-17, 19-21, 21-17 | 優勝   |
| 2023 | インドネシア・マスターズ | スーパー500 | 魏雅欣     | 馮彥哲 黄東萍                             | 15-21, 21-16, 19-21 | 準優勝 |

### 世界ジュニア選手権
| 年   | 開催地 | パートナー | 対戦相手                                                    | スコア              | 結果 |
| ---- | ------ | ---------- | ----------------------------------------------------------- | ------------------- | ---- |
| 2019 | カザン | 李怡婧     | レオ・ローリー・カルナンド インダー・カヒャ・サリ・ジャミル | 21-23, 21-12, 19-21 | ３位 |

### アジアジュニア選手権
| 年   | 開催地 | パートナー | 対戦相手                                                    | スコア       | 結果 |
| ---- | ------ | ---------- | ----------------------------------------------------------- | ------------ | ---- |
| 2019 | 蘇州   | 李怡婧     | レオ・ローリー・カルナンド インダー・カヒャ・サリ・ジャミル | 21-17, 21-16 | ３位 |